# Maximum break
Il maximum break nello snooker (in italiano serie perfetta), consiste nell'imbucare tutte le bilie in una sequenza ininterrotta,  tale da ottenere il massimo punteggio possibile, cioè 147 punti.
Il giocatore ad ever effettuato più serie perfette ufficiali (durante tornei o esibizioni riconosciute dalla Federazione) è l'inglese Ronnie O'Sullivan avendone eseguite quindici, numero aggiornato al Campionato mondiale 2020.

## Classifica
Aggiornata alla Championship League 2020 (2020-2021).
In grassetto i giocatori ancora in attività.
| N° | Giocatore                 | Maximum breaks | Primo                                     | Ultimo                                    | Note        |
| -- | ------------------------- | -------------- | ----------------------------------------- | ----------------------------------------- | ----------- |
| 1  | Ronnie O'Sullivan         | 17             | Campionato mondiale 1997                  | Saudi Arabia master 2025                  | [ 2 ] [ 3 ] |
| 2  | John Higgins              | 12             | Nations Cup 2000                          | Championship League 2020 (2020-2021)      | [ 4 ] [ 5 ] |
| 3  | Stephen Hendry            | 11             | Matchroom League 1992                     | Campionato mondiale 2012                  | [ 6 ]       |
| 4  | Stuart Bingham            | 9              | Challenge Tour 3 1999                     | Gibraltar Open 2022                       | [ 7 ]       |
| 5  | Ding Junhui               | 6              | The Masters 2007                          | Welsh Open 2016                           | [ 8 ]       |
| 5  | Judd Trump                | 6              | Antwerp Open 2013                         | Turkish Masters 2022                      | [ 9 ]       |
| 7  | Shaun Murphy              | 5              | Benson & Hedges Championship 2001         | European Masters 2016 Qualificazioni      | [ 10 ]      |
| 7  | Tom Ford                  | 5              | Grand Prix 2007                           | English Open 2019                         | [ 11 ]      |
| 7  | Mark Selby                | 5              | Jiangsu Classic 2009                      | Campionato mondiale 2023                  |             |
| 9  | Marco Fu                  | 4              | Scottish Masters 2000                     | Gibraltar Open 2015                       | [ 12 ]      |
| 9  | Neil Robertson            | 4              | China Open 2010                           | Welsh Open 2019                           | [ 13 ]      |
| 11 | James Wattana             | 3              | World Masters 1991                        | China International 1997                  |             |
| 11 | Stephen Maguire           | 3              | Scottish Open 2000                        | Shanghai Masters 2016                     |             |
| 11 | Jamie Cope                | 3              | Grand Prix 2006                           | Players Tour Championship 11 2011         |             |
| 11 | Liang Wenbó               | 3              | Bahrain Championship 2008                 | Campionato mondiale 2018 Qualificazioni   | [ 14 ]      |
| 11 | Barry Hawkins             | 3              | Players Tour Championship 3 2010          | UK Championship 2019                      | [ 15 ]      |
| 11 | Kyren Wilson              | 2              | International Championship 2017           | Campionato mondiale 2023                  |             |
| 17 | Cliff Thorburn            | 2              | Campionato mondiale 1983                  | Matchroom League 1989                     |             |
| 17 | Peter Ebdon               | 2              | Strachan Open 1991 Qualificazioni         | UK Championship 1992                      |             |
| 17 | Nick Dyson                | 2              | Challenge Tour 4 1999                     | UK Championship 2000                      |             |
| 17 | David Gray                | 2              | UK Championship 2004                      | Players Tour Championship 10 2011         | [ 16 ]      |
| 17 | Mark Williams             | 2              | Campionato mondiale 2005                  | Rhein-Main Masters 2010                   |             |
| 17 | Robert Milkins            | 2              | Campionato mondiale 2006 Qualificazioni   | Campionato mondiale 2012 Qualificazioni   |             |
| 17 | Ali Carter                | 2              | Campionato mondiale 2008                  | German Masters 2016 Qualificazioni        | [ 17 ]      |
| 17 | Kurt Maflin               | 2              | Players Tour Championship 1 2010          | Scottish Open 2012                        | [ 18 ]      |
| 17 | Gary Wilson               | 2              | German Masters 2013 Qualificazioni        | Campionato mondiale 2017 Qualificazioni   | [ 19 ]      |
| 17 | David Gilbert             | 2              | Championship League 2015                  | Championship League 2019                  | [ 20 ]      |
| 17 | Thepchaiya Un-Nooh        | 2              | Paul Hunter Classic 2016                  | English Open 2018                         | [ 21 ]      |
| 17 | Mark Davis                | 2              | Championship League 2017                  | Championship League 2017                  | [ 22 ]      |
| 17 | Ryan Day                  | 2              | Haining Open 2014                         | Championship League 2020 (2020-2021)      | [ 23 ]      |
| 31 | Joe Davis                 | 1              | News of The World Snooker Tournament 1955 | News of The World Snooker Tournament 1955 | [ 24 ]      |
| 31 | John Spencer              | 1              | Holsten Lager International 1979          | Holsten Lager International 1979          |             |
| 31 | Steve Davis               | 1              | Classic 1982                              | Classic 1982                              |             |
| 31 | Kirk Stevens              | 1              | The Masters 1984                          | The Masters 1984                          |             |
| 31 | Willie Thorne             | 1              | UK Championship 1987                      | UK Championship 1987                      |             |
| 31 | Tony Meo                  | 1              | Matchroom League 1988                     | Matchroom League 1988                     |             |
| 31 | Alain Robidoux            | 1              | European Open 1988                        | European Open 1988                        |             |
| 31 | John Rea                  | 1              | Scottish Professional Championship 1989   | Scottish Professional Championship 1989   |             |
| 31 | John Parrott              | 1              | Matchroom League 1992                     | Matchroom League 1992                     |             |
| 31 | David McDonnell           | 1              | British Open 1995 Qualificazioni          | British Open 1995 Qualificazioni          |             |
| 31 | Adrian Gunnell            | 1              | Thailand Masters 1999                     | Thailand Masters 1999                     |             |
| 31 | Mehmet Hisnu              | 1              | China International 1999 Qualificazioni   | China International 1999 Qualificazioni   |             |
| 31 | Jason Prince              | 1              | British Open 1999 Qualificazioni          | British Open 1999 Qualificazioni          |             |
| 31 | Graeme Dott               | 1              | British Open 1999                         | British Open 1999                         |             |
| 31 | Barry Pinches             | 1              | Welsh Open 2000 Qualificazioni            | Welsh Open 2000 Qualificazioni            |             |
| 31 | Karl Burrows              | 1              | Benson & Hedges Championship 1999         | Benson & Hedges Championship 1999         |             |
| 31 | David McLellan            | 1              | Benson & Hedges Championship 2000         | Benson & Hedges Championship 2000         |             |
| 31 | Tony Drago                | 1              | Benson & Hedges Championship 2002         | Benson & Hedges Championship 2002         |             |
| 31 | Andrew Higginson          | 1              | Welsh Open 2007                           | Welsh Open 2007                           |             |
| 31 | Jamie Burnett             | 1              | UK Championship 2004 Qualificazioni       | UK Championship 2004 Qualificazioni       |             |
| 31 | Marcus Campbell           | 1              | Bahrain Championship 2008                 | Bahrain Championship 2008                 |             |
| 31 | Thanawat Thirapongpaiboon | 1              | Rhein-Main Masters 2010                   | Rhein-Main Masters 2010                   |             |
| 31 | Rory McLeod               | 1              | Praga Classic 2010                        | Praga Classic 2010                        |             |
| 31 | Mike Dunn                 | 1              | German Masters 2012 Qualificazioni        | German Masters 2012 Qualificazioni        |             |
| 31 | Ricky Walden              | 1              | Players Tour Championship 10 2010         | Players Tour Championship 10 2010         |             |
| 31 | Matthew Stevens           | 1              | Players Tour Championship 11 2011-2012    | Players Tour Championship 11 2011-2012    |             |
| 31 | Ken Doherty               | 1              | Paul Hunter Classic 2012                  | Paul Hunter Classic 2012                  |             |
| 31 | Jack Lisowski             | 1              | UK Championship 2012 Qualificazioni       | UK Championship 2012 Qualificazioni       |             |
| 31 | Dechawat Poomjaeng        | 1              | German Masters 2014 Qualificazioni        | German Masters 2014 Qualificazioni        |             |
| 31 | Aditya Mehta              | 1              | Paul Hunter Classic 2014                  | Paul Hunter Classic 2014                  |             |
| 31 | Ben Woollaston            | 1              | Lisbon Open 2014                          | Lisbon Open 2014                          |             |
| 31 | Fergal O'Brien            | 1              | Championship League 2016                  | Championship League 2016                  | [ 25 ]      |
| 31 | Alfie Burden              | 1              | English Open 2016                         | English Open 2016                         |             |
| 31 | Mark Allen                | 1              | UK Championship 2016                      | UK Championship 2016                      |             |
| 31 | Ross Muir                 | 1              | German Masters 2017 Qualificazioni        | German Masters 2017 Qualificazioni        | [ 17 ]      |
| 31 | Cao Yupeng                | 1              | Scottish Open 2017                        | Scottish Open 2017                        |             |
| 31 | Martin Gould              | 1              | Championship League 2018                  | Championship League 2018                  | [ 26 ]      |
| 31 | Luca Brecel               | 1              | Championship League 2018                  | Championship League 2018                  | [ 27 ]      |
| 31 | Michael Georgiou          | 1              | Paul Hunter Classic 2018                  | Paul Hunter Classic 2018                  | [ 28 ]      |
| 31 | Jamie Jones               | 1              | Paul Hunter Classic 2018                  | Paul Hunter Classic 2018                  | [ 28 ]      |
| 31 | Noppon Saengkham          | 1              | Welsh Open 2019                           | Welsh Open 2019                           | [ 29 ]      |
| 31 | Zhou Yuelong              | 1              | Indian Open 2019                          | Indian Open 2019                          | [ 30 ]      |

## Nazioni
| N° | Nazione          | Maximum breaks |
| -- | ---------------- | -------------- |
| 1  | Inghilterra      | 79             |
| 2  | Scozia           | 31             |
| 3  | Cina             | 11             |
| 4  | Thailandia       | 7              |
| 5  | Galles           | 6              |
| 6  | Hong Kong        | 4              |
| 6  | Australia        | 4              |
| 6  | Canada           | 4              |
| 9  | Irlanda          | 3              |
| 10 | Norvegia         | 2              |
| 10 | Cipro            | 2              |
| 10 | Irlanda del Nord | 2              |
| 13 | Malta            | 1              |
| 13 | India            | 1              |
| 13 | Belgio           | 1              |